# 中国驻多哥大使馆
中华人民共和国驻多哥共和国大使馆（法語：Ambassade de la République populaire de Chine en République Togolaise），简称中国驻多哥大使馆，是中华人民共和国驻多哥的外交代表机构。

## 机构设置
中国驻多哥大使馆设置下列机构：
- 经济商务处
- 领事部